# Tisheh Kan
Tisheh Kan (en persan : تيشه كن romanisé en Tīsheh Kan) est un village de la province de Kermanshah en Iran. Lors du recensement de 2006, sa population était de 246 habitants pour 56 familles.